# Stoycho Vassilev Breskovski
Stoycho Vassilev Breskovski, né le 25 décembre 1934 à Granit, province de Stara Zagora, Bulgarie et mort le 15 janvier 2004 à Sofia, Bulgarie, est un paléontologue et taxinomiste bulgare.

## Biographie
Fils d'enseignants établis dans le petit village de Granit, son enfance dans un environnement rural a déterminé sa passion pour les animaux et nature. Il obtient son baccalauréat en 1953 et s'inscrit à la faculté de biologie, géologie et géographie de l'université de Sofia. Ses études et recherches sont l’ammonites du Barrémien, Crétacé inférieur.  De 1975 à 1995 le docteur Breskovski est conservateur des collections de fossiles avec la direction des sections paléontologique du musée national d’histoire naturelle à Sofia. De 2001 jusqu’à la fin de sa vie il est conservateur des collections de fossiles à l'université de Sofia.
Un genre et deux espèces d'ammonites ont été nommées d'après lui : Breskovskiceras Vermeulen et Lazarin, 2007; Plesiospitidiscus breskovskii Cecca et al., 1998; Montanesiceras breskovskii Vašíček et al., 2013,,.

## Sources
- C. W. Wright with J.H. Callomon and M.K. Howarth, Mollusca 4 Revised, Cretaceous Ammonoidea, vol. 4, in Treatise on Invertebrate Paleontology, Part L (Roger L. Kaesler et el. eds.), Boulder, Colorado: The Geological Society of America & Lawrence, Kansas: University of Kansas Press, xx + 362 p., 216 fig. (1996)
- Jost Wiedmann, Cretaceous Ammonoidea, in M.R. House and J.R. Senior eds (1981), Ammonoidea, Environment, Ecology and Evolutionary Change, Londres, Academic Press, Systematics Association Special Volume 18.
- Natalia Dimitrova, Fosilite na Bulgaria IV. Dolna Kreda - Glavonogi (Les Fossiles de Bulgarie. IV. Crétacé Inférieur -Cephalopoda (Nautiloidea et Ammonoidea) (1967)
- Jean Pierre Thieuloy (1977),  La zone à callidiscus du Valanginien supérieur vocontien (SE France). Lithostratigraphie, ammonitofaune, limite Valanginien-Hauterivien, corrélations, Géologie Alpine, t.53, 83-143.
- Ikuwo Obata, Masaki Matsukawa (2007), Barremian-Aptian (Early Cretaceous) ammonoids from the Choshi Group, Honshu (Japan), Cretaceous Research 28, 363-391.